# Kvarteret Beridarebanan

Beridarebanan är ett kvarter i Stockholm beläget mellan Hötorget i norr, Slöjdgatan i väster, Mäster Samuelsgatan i söder och Sveavägen i öster, och upptas idag av Hötorgscity (förutom den femte Hötorgsskrapan i kvarteret Stigbygeln) som invigdes 1959. Namnet kommer av byggnaden Beridarebanan som fanns på platsen under 1600-talet. Efter Norrmalmsregleringen var kvarteret betydligt större och omfattade i princip hela Nedre Norrmalm. Många av de äldre kvartersnamnen försvann då. På 1980 genomfördes en fastighetsombildning där många av de gamla kvartersbeteckningar återkom och dagens Beridarebanan fick sin nuvarande form.

## Historik

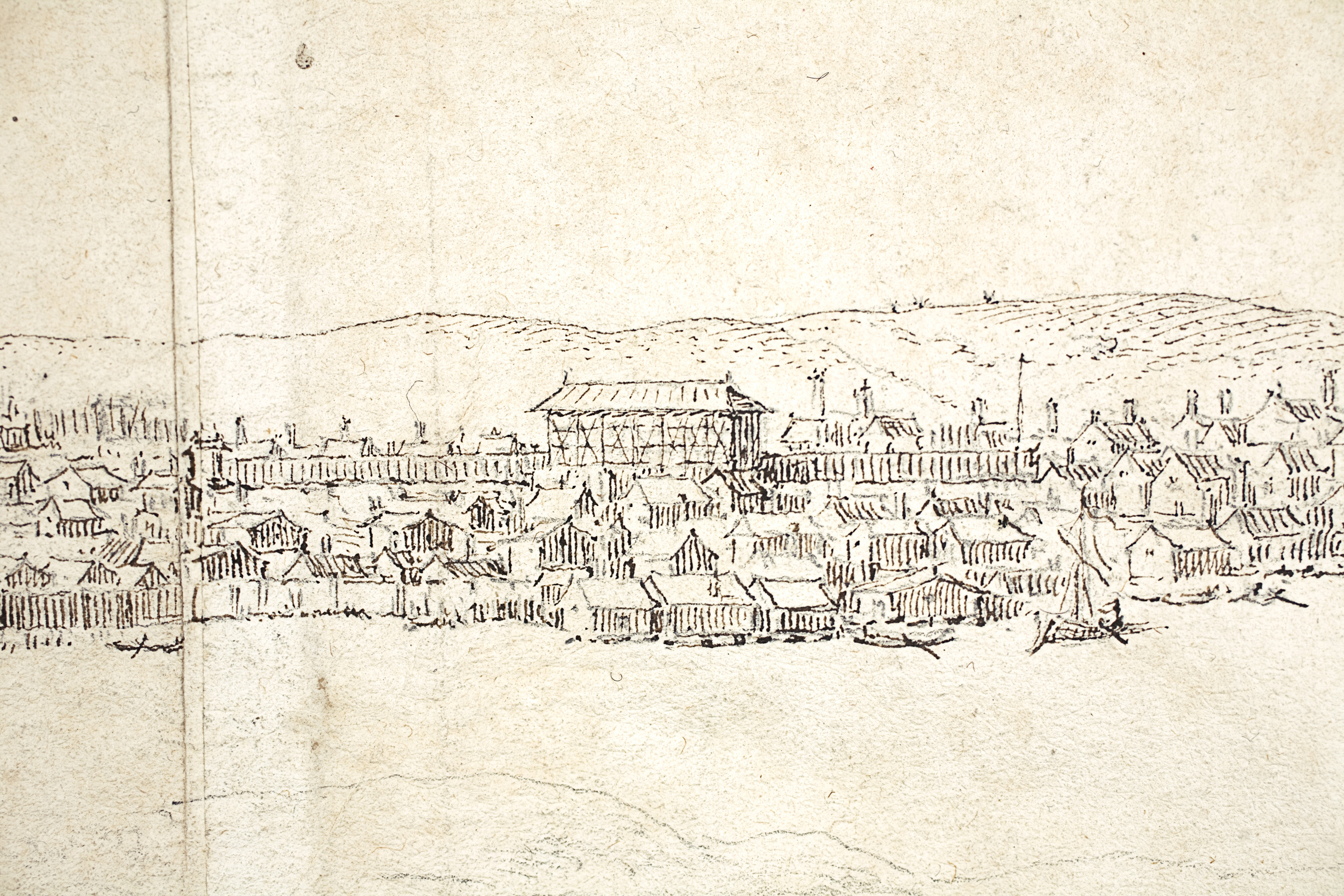
Beridarebanan sedd från Kungsklippan, på 1630-talet.

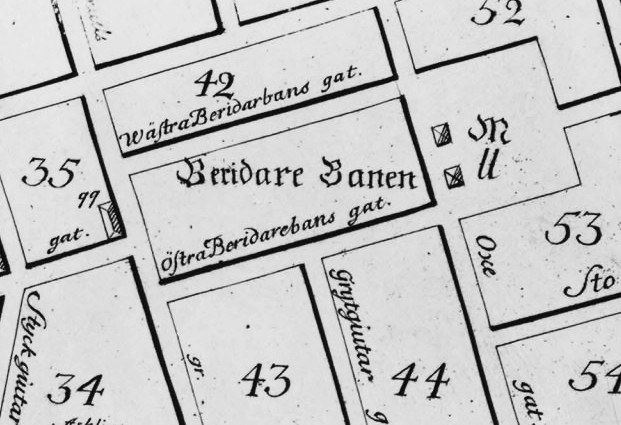
"Beridare Banan" och Hötorget (M) på Petrus Tillaeus karta från 1733.
Norr är till höger.

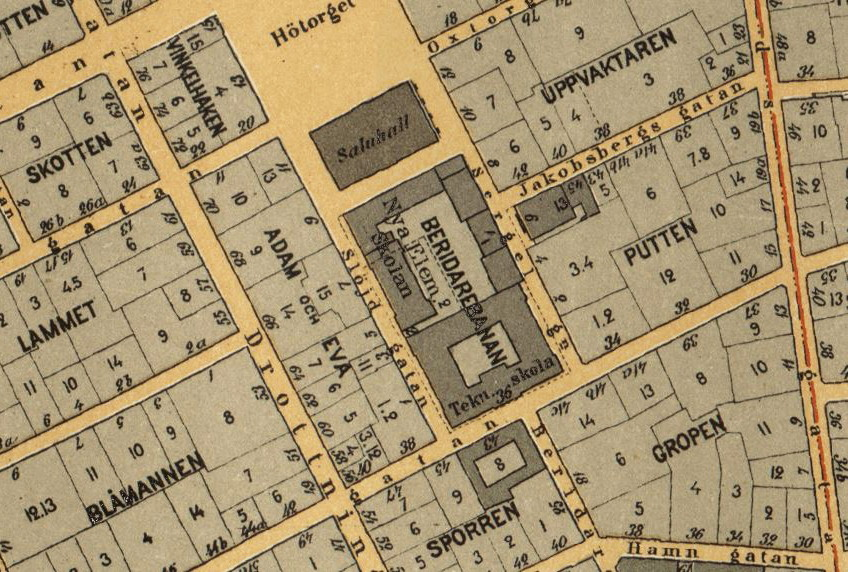
Kvarteret Beridarebanan 1899.

Under medeltiden låg byn Väsby troligen intill nuvarande kvarteret Beridarebanan, där Sveavägen möter Kungsgatan. På denna bys ruiner anlade Gustav Vasa en kunglig ladugård för kor, och där lät hans son Johan III senare inhysa ett lejon som han fått från England. Gustav II Adolf tyckte om tornerspel och uppförde på 1620-talet Beridarebanan för riddarlekar. Det är alltså från denna beridarebana som fastighetsnamnet härstammar. Kvarteret finns med på Norrmalms första gaturegleringsplan upprättad av stadsingenjören Anders Torstensson år 1637, där kallat Ridarebanan.
År 1644 jämnades en del av kvarteret till och gjordes om till salutorg. Torget, sedermera Hötorget, stensattes 1670. Norra delen var Bondtorget med kött och mjölk medan det på den södra delen såldes grönsaker och bröd. 1881 öppnade PUB sin första butik vid torget och efter hand öppnade de filialer på alla sidor av torget.
På 1690-talet började det på platsen uppföras gjuterier för tillverkning av de statyer som skulle pryda det nya Slottet. På Petrus Tillaeus karta från 1733 finns Beridare Banan mellan Wästra Beridarebanans gata och Östra Beridarebans gata (motsvarar dagens Slöjdgatan respektive Sergelgatan). Från 1786 inrymde en av byggnaderna bildhuggaren Sergels ateljé. 1859 flyttade Nya Elementarskolan in i nybyggda lokaler ritade av Johan Fredrik Åbom. Kvarteret Beridarebanan bestod under 1900-talets första hälft av Nya Elementar, Sergelhuset och Konstfackskolan.

### Storkvarteret Beridarebanan bildas
På 1950- och 1960-talen revs den dåvarande bebyggelsen för uppförandet av det nya Hötorgscity och kringliggande kvarter som en del av Norrmalmsregleringen och utbyggnaden av Stockholms tunnelbana. Kvartersbeteckningen Beridarebanan kom därefter att användas för nyuppförda fastigheter i regleringens kölvatten i ett stort antal kvarter i runt om i city. För att få rätt att underbygga gatorna i samband med den totala nybyggnaden av kvarteren använde sig staden av en juridisk konstruktion att förvandla dessa gator till kvartersmark, varvid ett stort antal byggnadskvarter kunde sammanföras med mellanliggande gator under ett gemensamt namn. På 1970-talet sträckte sig kvarteret ända upp till Kungsgatan och omfattade även befintlig bebyggelse i kvarteret Hästen som exempelvis Nordiska kompaniets byggnad (Beridarebanan 19). Även Gallerians fastigheter i nuvarande kvarteret Trollhättan ingick, samt kvarteret Björnen och Loen i väster. Efter önskemål från allmänheten återfick dessa sina ursprungliga namn 1985. Vissa anpassningar fick dock göras i och med nya gatusträckningar och kvartersstrukturer.
Kvarteret Beridarebanan kom därmed att utvidgas nordost om Sergelgatan, till att även inkludera Hötorgshallen och fyra av de fem Hötorgsskraporna på delar av de tidigare kvarteren Uppvaktaren och Putten. Bebyggelsen i kvarterets södra del mot Slöjd- och Mäster Samuelsgatorna gjordes ursprungligen låg för att kontrastera mot höghusen, men har under 2000-talet fått flera våningar tillbyggda med lägenheter.